# Triodopsis obstricta
Triodopsis obstricta är en snäckart som först beskrevs av Thomas Say 1821.  Triodopsis obstricta ingår i släktet Triodopsis och familjen Polygyridae. Inga underarter finns listade i Catalogue of Life.